# Het Toneel Speelt
Het Toneel Speelt is een in 1996 opgericht toneelgezelschap gevestigd in Amsterdam.

## Geschiedenis
Het gezelschap is opgericht in 1996 door Ronald Klamer en Hans Croiset. Doel was het brengen van origineel-Nederlandse toneelproducties, zowel klassiekers van onder anderen Vondel en Heijermans, als hedendaagse stukken van Nederlandse of Vlaamse schrijvers. De oprichters vonden dat deze bij andere gezelschappen te weinig aan bod komen. Premières vinden meestal plaats in de Stadsschouwburg Amsterdam. Verder treedt het gezelschap op in heel Nederland en Vlaanderen.

## Spelers, regisseurs, zakelijk leider
Het gezelschap heeft geen vast acteursensemble. Een aantal acteurs speelt(speelde) regelmatig bij Het Toneel Speelt, zoals Peter Blok, Mark Rietman, Carine Crutzen, Marisa van Eyle, Gijs Scholten van Aschat, Jaap Spijkers, Petra Laseur, Annet Nieuwenhuyzen, Ariane Schluter, Alice Reys, Tjitske Reidinga, Fockeline Ouwerkerk, Rene van Zinnicg Bergmann, Marcel Hensema, Paul Hoes, Hans Croiset, Guy Clemens, Bart Klever, Maarten Heijmans en Daan Schuurmans. Jaap Spijkers regisseerde tevens bij Het Toneel Speelt stukken van Vondel, Heijermans en Maria Goos. Ronald Klamer is artistiek en zakelijk eindverantwoordelijk.

## Voorstellingen
Voorstellingen van Het Toneel Speelt waren onder andere: Een sneeuw (van Willem Jan Otten), Een Zwarte Pool (van Karst Woudstra), Familie (van Maria Goos), Jefta of Semitische Liefdes (van Benno Barnard), Lucifer (van Vondel), Cloaca (van Maria Goos), Braambos, Alexander, Jozef in Egypte (van Vondel), Raak me Aan (Louis d'Or voor Mark Rietman), De geschiedenis van de familie Avenier (van Maria Goos), Op hoop van zegen en Ghetto (beide van Heijermans).
In 2001 regisseerde Hans Croiset Vondels Lucifer. De tekst was ingedikt, maar geen bewerking. De visuele inkleding bestond uit niet veel meer dan licht- en geluidseffecten, in de recensies omschreven als 'onwezenlijk mooi, blauw licht' respectievelijk 'een ether vol geluiden', resulterend in 'echo's van een oersoep'. Op een verder leeg podium droegen de acteurs lange witte jassen zonder kraag, met vleugels die gedurende het verloop steeds zwarter werden. Na de confrontatie van de twee kampen waren ook hun jassen zwartgeblakerd. Het pessimisme werd nog benadrukt doordat het oorspronkelijke slot met de aankondiging was ingewisseld door Gabriëls moedeloze zin over de mens: 'Was hij maar nooit geschapen.' Aan het slot ging Gods kristalblauwe licht uit en werd het toneel bedekt met een zwart kleed, door rcensent Wilfred Takken omschreven als een 'kamerbrede rouwsluier'.
In 2002 vond de première plaats van Cloaca, geschreven door Maria Goos en geregisseerd door Willem van de Sande Bakhuyzen. Het stuk met onder anderen Peter Blok, Pierre Bokma, Gijs Scholten van Aschat en Jaap Spijkers zou het grootste succes worden van Het Toneel Speelt tot heden, door het hele land spelend voor maanden van tevoren uitverkochte zalen. In 2003 werd het stuk met min of meer hetzelfde team verfilmd (Cloaca). In 2004 ging in het Old Vic in Londen een Engelstalige versie in première (met onder anderen Kevin Spacey). In 2006 ging een Duitstalige versie in première en in 2007 een Spaanstalige.
In seizoen 2010/11 werd De Wijze Kater van Herman Heijermans opgevoerd in de regie van Jaap Spijkers met onder anderen Mark Rietman, Marisa van Eyle, Camilla Siegertsz, Maarten Heijmans en Steyn de Leeuwe. In januari 2011 ging Expats van Peter van de Witte in de regie van Mark Rietman in première. Hieraan werken mee: Daan Schuurmans, Lies Visschedijk, Maarten Heijmans, Fabian Jansen, Fockeline Ouwerkerk en Sieger Sloot. Vondels Gijsbrecht van Aemstel met Mark Rietman (Gijsbrecht), Carine Crutzen (Badeloch), Daan Schuurmans, Paul Hoes, Marisa van Eyle, Bart Klever, Leander de Rooij en anderen in de regie van Jaap Spijkers ging op Nieuwjaarsdag 2012 in première in de Stadsschouwburg Amsterdam (reprises in 2013 en 2014). In augustus 2011 ging King Lear in première met Mark Rietman in de titelrol.
In september 2013 ging Familie van Maria Goos opnieuw in première, deze keer geregisseerd door Aat Ceelen en met een andere cast dan 13 jaar eerder: Catherine ten Bruggencate, Tijn Docter, Anne Lamsvelt, Joop Keesmaat, Guy Clemens en Astrid van Eck. In januari 2014 ging een nieuwe productie van Een sneeuw van Willem Jan Otten (in hetzelfde jaar onderscheiden met de P.C.Hooftprijs) in première, gespeeld door Anne Wil Blankers, Carine Crutzen, Marisa van Eyle, Fockeline Ouwerkerk, Bart Klever, Joop Keesmaat, Benja Bruijning, Anne Lamsvelt en geregisseerd door Mette Bouhuys. Een sneeuw speelde eerder bij Het Toneel Speelt in 1997 met o.a. Annet Nieuwenhuyzen en Petra Laseur.